# マサト (アニメポケットモンスター)
マサトは、任天堂のゲームソフト『ポケットモンスター』を原作とするアニメ『ポケットモンスターシリーズ』に登場する架空の人物。声優は山田ふしぎ。

## プロフィール
- 出身地：ホウエン地方・トウカシティ
- 職業：ポケモントレーナー志望
- 年齢：7歳
- 登場時期[2]：AG・DP・DA・SS・MV
- 主な経歴
  - ポプリ島・ポケモンオリエンテーリング大会出場

## 各国の日本国外名
- 英語：Max
- 韓国語：ジョンイン(ハングル：정인)[3]
- 中国語
  - 普通話：小勝(拼音：xiāoshèng、注音符号：ㄒㄧㄠㄕㄥ)
  - 広東語(香港)：小勝(拼音：siu2 sing)

## 人物
『ポケットモンスター アドバンスジェネレーション』のレギュラーキャラクター。ハルカの弟。父はトウカシティジムのジムリーダー・センリ。母はミツコ。
外見は緑色の白い襟があるTシャツを着ているのとハーフパンツを穿いており、ウェリントンタイプの黒縁眼鏡をかけている。
10歳未満であるためポケモントレーナーになれず、ポケモンをトレーナーとして所持することができない。一人称は「僕」。

### 性格
基本的に無邪気で心優しい少年で、幼いながらも機転を利かせたり、かなりの頑張りを見せることがある。
実年齢以上にませた態度をとることが多く、初登場時はサトシを「シロガネ大会で負けた人」と称する名前を「サトル」と間違える、サトシに「僕がジムリーダーなんだよ」と騙したにもかかわらず、ジムリーダーではないことが発覚した際にサトシに突っ込まれると「当たり前じゃん、見りゃわかるでしょ」と言うなど、散々サトシをおちょくっていた。一見はハルカよりもしっかりしているように見えるが、ポケモンとの別れの場面など、納得できないことや辛くとも耐えなければならないことが起こった際には、年相応に取り乱したり泣き喚いたりする、周囲に諭されてようやく納得することが度々あるなど、一見は頼りなくとも周囲を振り回すことなく自分自身を抑えることが出来るハルカとはしばしば対照的に描写されている。
ポケモンが大好きなため、日頃本やテレビから得たポケモンに関する知識は比較的豊富で、ラジオのオーキド博士の講座も聞いている。しかし、実際にポケモンを持てないためその本質的なことは分からず、旅をすることにより自分の知らないポケモンの本質を知っていくこととなる。それゆえ、何かの拍子にポケモンのわざを食らってしまった際ですら、ボロボロになりながらも「テレビで見て知ってたけど実際に喰らうと効くなぁ」「（ピカチュウの10まんボルトを喰らい）痺れたけど感激」といった反応をすることもしばしば（AG第3話ほか）。
父親であるセンリをとても尊敬しており、夢はセンリのようなジムリーダーになることである。そのため、普段はサトシに声援を飛ばすことがハルカ・タケシに比べ多いにも関わらず、トウカジムへの挑戦の話題が出るたびに「サトシがパパに勝てるわけがない」という趣旨の発言をしていた。サトシがセンリに勝利した際には、父親の敗北に納得できず、試合後にサトシからバッジを取り上げたが、最終的にはセンリに諭されたことですぐサトシに謝罪し、奪ったバッジを返している。

### 対人関係
仲間たちとの仲は良いが、サトシやハルカを馬鹿にするような生意気な言動を取ることもある。ハルカとの姉弟仲も基本的に良いものの、少々ませているせいかハルカのことは｢頼り無く手のかかる姉｣だと思っている。それもあってか、ハルカが本当は自分のことをとても大事に考えていることはなかなか素直に認められないようである。しかし、危険な場面で怯えた際には思わずハルカに抱きついたりすることが多い他、ハルカに抱きついて泣いたり、ハルカが誰かに貶された際に反発することなどもある。AG81話では、互いにその際の状況によるストレスから本格的に姉弟喧嘩となるも、仲直りした後はハルカに対し｢僕にとっては最高のお姉ちゃんだよ｣と言っている。
カスミと出会った際にタケシの耳または服を引っ張ることを覚え、その後は美女を口説くタケシの耳または服を引っ張り制止させることが定番となる。タケシだけでなく、どこかのほほんとしているハルカに対してもよく突っ込みを入れるが、それも含めた姉弟のやり取りで緊張感が削がれたり、その場に笑いが溢れることが度々ある。

### ポケモンに対して
ハルカのポケモンの何匹かと絡むことがあり、特にハルカのゴンベにはしばしば世話を焼いたり、ポケモンオリエンテーリングの際にハルカに貸してほしいと頼むなど、仲が良い様子が多く見られる。
サトシからヘイガニを借り、好意を持ったアキのマリルとバトルをした事があるが、ヘイガニが自分の指示を聞かず、一方的にマリルを倒したことでアキにも嫌われてしまった。
ポケモントレーナーではないため、非公式ではあるがトレーナーズスクールや前述でのバトルでは攻撃技より、補助技を使っていた。
ジラーチやデオキシスに選ばれるなど、エスパータイプのポケモンとの関わりが比較的多い。
ポケモンの技を受けた時は感動することがある。初期はポケモンに過度に接してしっぺ返しを食らうこともあった。
特に仲良くなったポケモンにキノココ（HT）、ポチエナ→グラエナ（HT）、ジラーチ（映画『七夜の願い星 ジラーチ』）やカゲボウズ（HT）、ラルトス（HT）、デオキシス（BF）などがおり、ラルトスとは将来仲間になる約束をし、デオキシスとも再会の約束をしている。

### その他
- AG49話ではマサトに瓜二つである少年・マサト君（声 - 朴璐美）が登場している。マサトがウェリントンタイプのメガネをかけているのに対し、こちらはブロータイプのメガネをかけている。
- キャラクターのモデルは、任天堂の元社長である岩田聡の息子である[9]。容姿のモデルはゲーム『ポケットモンスター ルビー・サファイア・エメラルド』に登場するトレーナーの「じゅくがえり」。ちなみに、これらのゲーム内のミシロタウンにはマサトと姿がそっくりな少年がいる。

## 略歴
サトシのことはジョウトリーグをテレビで見たことで知った。トウカシティにハルカが戻ってきた際にサトシ本人と知り合う。そしてハルカがサトシと共に旅をすることを知り、一緒に旅立つことを決める。
4人での旅が終わる直前、サトシとハルカのバトルを見て、ハルカが羨ましくなり自分も早くトレーナーになりたいと思い落ち込んでしまう。さらにハルカがジョウト地方を1人で旅することを決意したため、自分は付いて行けないことで余計に元気を無くすが、自分がトレーナーになったとき1番にサトシとポケモンバトルをするという約束をして元気を出す。そして、父であるセンリのような立派なジムリーダーになりたいと改めて思いつつ、ホウエン地方へ戻る。
DPでは自宅のテレビでミクリカップの様子を見ているなどで姿のみ登場。ハルカによると、タケシのしていたことを参考にセンリのポケモンたちの世話をしているとのこと。その他、DP特別編には一緒に旅をした仲間として、サトシ、ハルカ、マサトと共に4人で写っている写真もタケシの部屋に飾られている場面がある。
DP3・4期OP、デコロラアドベンチャーのエンディングでハルカやカスミと手を繋いでいた他、同作最終回のサトシのイメージシーンでハルカと共に登場している。
PM2では132話でポケモンワールドチャンピオンシップ・マスターズトーナメント決勝戦のサトシとダンデの試合をハルカ・セレナ・ルチアと共にテレビで観戦している場面があった。